# Telis azurea
Telis azurea là một loài thực vật có hoa trong họ Đậu. Loài này được (C.A. Mey.) Kuntze miêu tả khoa học đầu tiên năm 1891.